# Megachile ignava
Megachile ignava är en biart som beskrevs av Mitchell 1930. Megachile ignava ingår i släktet tapetserarbin, och familjen buksamlarbin. Inga underarter finns listade i Catalogue of Life.